# Manès Sperber
Manès Sperber (ur. 12 grudnia 1905 w Zabłotowie, zm. 5 lutego 1984 w Paryżu) – żydowski psycholog, pisarz i wydawca, działający w Austrii i Francji, tworzący w języku niemieckim.

## Życiorys
Urodził się w żydowskiej rodzinie w Galicji, w czasie I wojny światowej zamieszkał w Wiedniu. W latach 20. zajmował się psychologią, będąc pod wpływem poglądów Alfreda Adlera. W 1927 wyjechał do Berlina, gdzie wstąpił do Komunistycznej Partii Niemiec. Od 1934 mieszkał we Francji, gdzie m.in. współpracował z Willi Münzenbergiem, a w 1937 formalnie opuścił partię komunistyczną. W czasie II wojny światowej porzucił psychologię i zajął się pisarstwem. Walczył w szeregach armii francuskiej w 1940, a od 1942 przebywał w Szwajcarii. W 1945 został urzędnikiem francuskiego Ministerstwa Informacji, kierowanego przez André Malraux i wydawcą pisma „Die Umschau” przeznaczonego dla czytelników we francuskiej strefie okupacyjnej w Niemczech, a w 1946 redaktorem paryskiego wydawnictwa Calman-Levy, gdzie odpowiadał za przekłady z języka niemieckiego. Należał do inicjatorów Kongresu Wolności Kultury. Opublikował m.in. powieść autobiograficzną Wie eine Träne im Ozean (1961), pierwotnie w trzech tomach Der verbrannte Dornbusch (1949), Tiefer als der Abgrund (1950), Die verlorene Bucht (1955), w której rozliczył się z przeszłością komunistyczną oraz wspomnienia All das Vergangene (1974-1977), a także prace poświęcone Alfredowi Adlerowi Alfred Adler – Der Mensch und seine Lehre – Ein Essay (1926) i Alfred Adler oder Das Elend der Psychologie (1970) oraz wiele prac poświęconych totalitaryzmowi i roli jednostki w społeczeństwie m.in. Zur Analyse der Tyrannis (1939, wyd. poszerzone 1975), Individuum und Gemeinschaft (1978). Otrzymał m.in. Hanzeatycką Nagrodę Goethego (1973), Nagrodę Georga Büchnera (1975), Nagrodę Franza Nabla (1977), Medal Bubera-Rosenzweiga (1979), Nagrodę Pokojową Księgarzy Niemieckich (1983).
Jego synem jest Dan Sperber.